# Зелзате
Зелзате (на нидерландски: Zelzate) е селище в Северна Белгия, окръг Екло на провинция Източна Фландрия. Населението му е около 12 200 души (2006).